# Limnophora bipunctata
Limnophora bipunctata är en tvåvingeart som först beskrevs av Stein 1908.  Limnophora bipunctata ingår i släktet Limnophora och familjen husflugor. Inga underarter finns listade i Catalogue of Life.